# Front Ludowy Wybrzeża Kości Słoniowej
Front Ludowy Wybrzeża Kości Słoniowej (Front Populaire Ivorienne, FPI) – jest to socjaldemokratyczna partia działająca na terenie Wybrzeża Kości Słoniowej.
Partia została założona w 1982 roku przez profesora historii, Laurenta Gbagbo podczas jednopartyjnych rządów Félixa Houphouët-Boigny. FPI podczas procesu tworzenia wzorował się na Francuskiej Partii Socjalistycznej. 
Obecnie partia jest pełnoprawnym członkiem Międzynarodówki Socjalistycznej.
Gbagbo został wybrany z list partii na prezydenta  Wybrzeża Kości Słoniowej w 2000 roku. W ostatnich wyborach parlamentarnych które odbyły się w 2002 roku partia uzyskała 96 z 225 miejsc w parlamencie.  
Przewodniczącym partii jest Affi N'Guessan, były premier Wybrzeża Kości Słoniowej. Wraz z objęciem funkcji prezydenta przez Gbagbo, N'Guessan został liderem oraz przewodniczącym FPI.